# Mandalúyong
Mandalúyong (en filipino: Mandaluyong) es una ciudad que forma parte del Segundo Distrito de la Región Capital Nacional (NCR), conocida como Gran Manila, en la isla de Luzón en Filipinas.
Situada en el centro geográfico de Metro Manila, limita al oeste con la capital del país, Manila, al norte de la ciudad de San Juan, al este con Ciudad Quezon y Pásig, y por el sur con Macati
Es conocida como "Ciudad Tigre de Filipinas", "Corazón de Gran Manila", y la "Capital de la alameda de compras de Filipinas".
Entre las muchas atracciones de la ciudad es la mitad occidental de la Ortigas Center,

## Economía

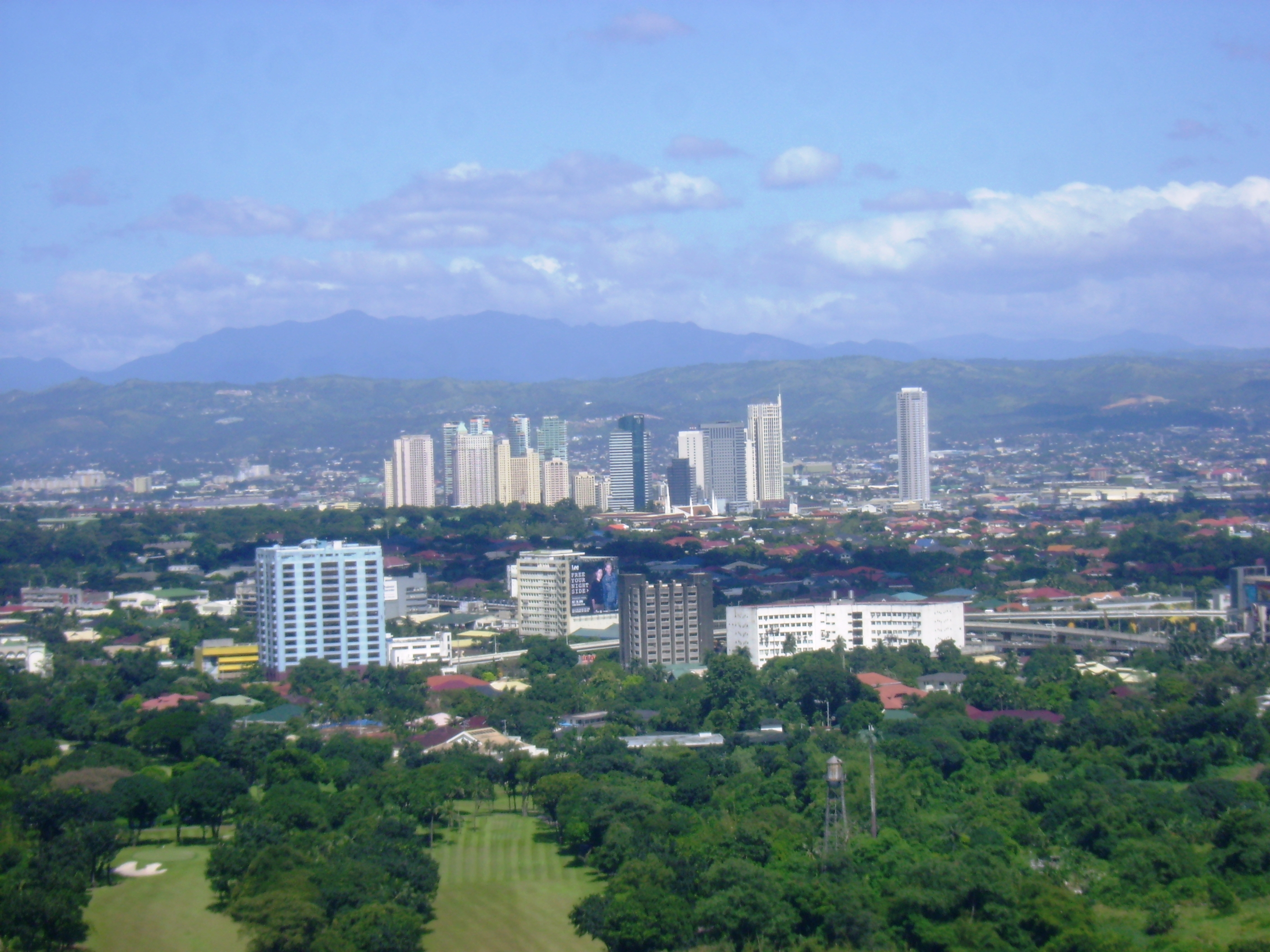
Mandalúyong

Comparte con la ciudad de Pásig el Centro Ortigas, uno de los principales centros de negocios y comerciales de la metrópoli. En este barrio se encuentra las sedes del Banco Asiático de Desarrollo, del Banco de Oro, y de la compañía de bebidas San Miguel Corporation, la mayor corporación de comida del sudeste asiático.

## Patrimonio
El Santuario de San José el Patriarca, iglesia parroquial católica a cargo de los Oblatos de San José (OSJ) es una parroquia que incluye diferentes capillas, la capilla de la Sagrada Familia, la de la Inmaculada Concepción y la del Sagrado Corazón.